# Microrregión de Foz do Iguaçu
La microrregión de Foz do Iguaçu es una de las microrregiones del estado brasileño del Paraná perteneciente a la mesorregión Oeste Paranaense. Su población fue estimada en 2010 por el IBGE en 425.467 habitantes y está dividida en once municipios. Posee un área total de 5.579,936 km².

## Municipios
- Céu Azul
- Foz do Iguaçu
- Itaipulândia
- Matelândia
- Medianeira
- Missal
- Ramilândia
- Santa Terezinha de Itaipu
- São Miguel do Iguaçu
- Serranópolis do Iguaçu
- Vera Cruz do Oeste

- Datos: Q1881942